# Smodix reticulata
Smodix reticulata är en spindelart som först beskrevs av James Henry Emerton 1915.  Smodix reticulata ingår i släktet Smodix och familjen täckvävarspindlar. Inga underarter finns listade i Catalogue of Life.